# Кузьмовка (Красноярский край)
Кузьмовка — посёлок в Эвенкийском районе Красноярского края.
Образует сельское поселение посёлок Кузьмовка как единственный населённый пункт в его составе.
Расположен на правом берегу реки Подкаменная Тунгуска.
До 2002 года согласно Закону об административно-территориальном устройстве Эвенкийского автономного округа — село.
20 марта 1997 года посёлок Кузьмовка был выделен из состава Суломайской сельской администрации, образована администрация села Кузьмовка.
В ОКАТО посёлок значился в составе Суломайского сельсовета до 2011 года.
Согласно Уставу Эвенкийского района на территории сельского поселения посёлок Кузьмовка, помимо самого одноимённого посёлка, существует населённый пункт под названием Кочумдек (на административном уровне означает подчинение Кузьмовке), однако он не фигурирует ни в официальных документах, относящихся к административно-территориальному устройству, ни в ОКАТО, ни в ОКТМО.

## Население
| 2010 | 2012 | 2013 | 2014 | 2015 | 2016 | 2017 |
| ---- | ---- | ---- | ---- | ---- | ---- | ---- |
| 180  | ↗181 | ↗185 | ↗186 | ↗193 | ↗195 | ↗202 |
| 2018 | 2019 | 2020 | 2021 |      |      |      |
| ↗207 | →207 | ↗212 | ↘198 |      |      |      |

## Местное самоуправление
Согласно ст. 25 № 131 ФЗ «Об общих принципах организации местного самоуправления в Российской Федерации» в поселении с численностью жителей, обладающих избирательным правом, не более 100 человек для решения вопросов местного значения проводится сход граждан.
Сход граждан осуществляет полномочия представительного органа муниципального образования, в том числе отнесённые к исключительной компетенции представительного органа муниципального образования
Глава поселка
- Молчанова Татьяна Александровна. Дата избрания: 20.04.2024 г. Срок полномочий: четыре года.

Руководители посёлка
- Косачёв Павел Анатольевич, глава в 2003—2007 гг.
- Карамзин Вячеслав Иванович, глава в 2007—2011 гг.
- Казаков Николай Федорович, глава в 2011—2024 гг.